# Distretto di Tha Chang
Il distretto di Tha Chang (in thailandese: ท่าช้าง) è un distretto (amphoe) della Thailandia, situato nella provincia di Singburi.